# 中視金橋
中視金橋國際傳媒控股有限公司，簡稱中視金橋國際傳媒控股、中視金橋國際傳媒、中視金橋國際，以及中視金橋（英語：SinoMedia Holding Limited，港交所：0623），在1999年由劉矜蘭創立一家經營专注媒体运营、企业和城市品牌传播服务公司。
在2008年7月8日於香港交易所主板上市。該總部位於中國北京朝陽區金橋天階大廈7層，以及香港皇后大道中9號12樓。
而主要代理媒體包括中國中央電視台、CNBC等。

## 連結
- Sinomedia.com.hk （页面存档备份，存于）